# Grindhouse: Planet Terror
Grindhouse: Planet Terror (ang. Planet Terror) – amerykański film fabularny powstały w 2007 roku w reżyserii i oparciu o scenariusz Roberta Rodrigueza. Jest to segment dylogii Grindhouse, w Polsce wydany jako drugi (pierwszym filmem jest Death Proof).
Światowa premiera Planet Terror odbyła się 21 czerwca 2007 r. w Izraelu i Rosji. Premiera polska miała miejsce kilka miesięcy później − 12 października.
Film Rodrigueza to spojrzenie na kino grozy klasy B, a także hołd złożony produkcjom o zombie oraz kinom grindhouse’owym, gdzie ochoczo emitowano podrzędne horrory i produkcje z nurtu exploitation.

## Fabuła
W położonej na teksańskim odludziu opuszczonej bazie wojskowej oddział żołnierzy pod dowództwem porucznika Muldoona ubija interes z gangiem niejakiego Abby’ego – oficjalnie naukowca i biznesmena, a prywatnie kolekcjonera o tyleż oryginalnych, co makabrycznych upodobaniach. Przedmiotem transakcji jest tajemniczy gaz o nazwie DC2 Projekt Terror. Podczas negocjacji dochodzi do strzelaniny i uszkodzenia pojemników z gazem, który trafia do atmosfery. W konsekwencji dostaje się on do płuc mieszkańców pobliskiego miasteczka, stopniowo przemieniając ich w krwiożercze, zmutowane monstra.
O przetrwanie wśród hordy żywych trupów walczy grupa odpornych na działanie wirusa osób: między innymi tancerka go-go Cherry Darling, jej były chłopak El Wray, biseksualna anestezjolog Dakota Block-McGraw i właściciel restauracji JT Hague.

## Obsada
- Rose McGowan – Cherry Darling
- Freddy Rodríguez – El Wray
- Michael Biehn – Szeryf Hague
- Josh Brolin – Doktor William Block
- Marley Shelton – Doktor Dakota Block-McGraw
- Jeff Fahey – J.T. Hague
- Rebel Rodriguez – Tony Block
- Bruce Willis – Porucznik Muldoon
- Naveen Andrews – Abby
- Julio Oscar Mechoso – Romey
- Stacy Ferguson – Tammy Visan
- Nicky Katt – Joe
- Hung Nguyen – Doktor Crane
- Tom Savini – Deputowany Tolo
- Carlos Gallardo – Deputowany Carlos
- Skip Reissig – Skip
- Electra Avellan i Elise Avellan – Opiekunki do dzieci
- Quentin Tarantino – Lewis/gwałciciel #1
- Jerili Romero – Ramona McGraw
- Michael Parks – Earl McGraw